# Bonnette (rivière)
Pour les articles homonymes, voir Bonnette.
La Bonnette est une rivière du sud de la France qui coule dans le département de Tarn-et-Garonne. C'est un affluent de l'Aveyron en rive droite, donc un sous-affluent de la Garonne par l'Aveyron, puis par le Tarn.

## Géographie
De 24,9 km de longueur, la Bonnette prend sa source à l'amont de Saint-Projet en limite du département du Lot et se jette dans l'Aveyron en rive droite, à Saint-Antonin-Noble-Val Tarn-et-Garonne.

## Départements et communes traversés
- Tarn-et-Garonne : Saint-Projet, Loze, Lacapelle-Livron, Caylus, Espinas, Saint-Antonin-Noble-Val

## Principaux affluents
- le ruisseau de Saint-Laurent 10,1 km
- le ruisseau de Laval 5 km
- le ruisseau de Croze 4,6 km
- le ruisseau de Caudesaygues 4,9 km
- le ruisseau de Gourgue 5,2 km

## Hydrologie
La Bonnette est une rivière modérément abondante. 

### La Bonnette à Saint-Antonin-Noble-Val
Son débit a été observé sur une période de 41 ans (1968-2008), à Saint-Antonin-Noble-Val, localité du département de Tarn-et-Garonne située au niveau de son confluent avec l'Aveyron. Le bassin versant de la rivière y est de 179 km2, soit la quasi-totalité de ce dernier.
Le module de la rivière à Saint-Antonin-Noble-Val est de 1,27 m3/s.
La Bonnette présente des fluctuations saisonnières de débit très marquées, avec des hautes eaux d'hiver-printemps portant le débit mensuel moyen à un niveau situé entre 1,90 et 2,78 m3/s, de décembre à avril inclus (avec un maximum en février), et des basses eaux d'été, de juillet à septembre inclus, avec une baisse du débit moyen mensuel jusqu'à 0,152 m3/s au mois d'août, ce qui est fort faible. Cependant les fluctuations réelles sur de courtes périodes sont encore plus importantes.

### Étiage ou basses eaux
À l'étiage, le VCN3 peut chuter jusque 0,031 m3/s, en cas de période quinquennale sèche,
soit 31 litres par seconde, ce qui doit être considéré comme très sévère, le cours d'eau perdant alors plus de 97 % de son débit moyen.

### Crues
Les crues peuvent être assez importantes, caractéristique partagée par bien des affluents de la Garonne. Ainsi les QIX 2 et QIX 5 valent respectivement 28 et 41 m3/s. Le QIX 10 est de 50 m3/s, le QIX 20 de 58 m3/s, tandis que le QIX 50 se monte à 69 m3/s.
Le débit instantané maximal enregistré à Saint-Antonin-Noble-Val durant la période d'observation, a été de 48,1 m3/s le 30 avril 2001, tandis que la valeur journalière maximale était de 37,6 m3/s le 24 avril 1988. En comparant la première de ces valeurs à l'échelle des QIX de la rivière, il apparaît que cette crue était à peine d'ordre décennal, et donc destinée à se reproduire assez fréquemment.

### Lame d'eau et débit spécifique
La Bonnette n'est pas une rivière très abondante. La lame d'eau écoulée dans son bassin versant est de 225 millimètres annuellement, ce qui est nettement inférieur à la moyenne d'ensemble de la France tous bassins confondus (320 millimètres), et aussi à la moyenne des bassins de la Garonne (384 millimètres au Mas-d'Agenais), et de l'Aveyron (347 millimètres). Le débit spécifique (ou Qsp) de la rivière atteint 7,1 litres par seconde et par kilomètre carré de bassin.